# Stazione di Barletta
Stazione di Barletta vasútállomás Olaszországban, Puglia régióban, Barletta településen.

## Vasútvonalak
Az állomást az alábbi vasútvonalak érintik:
- Ancona–Lecce-vasútvonal
- Barletta–Spinazzola-vasútvonal

## Kapcsolódó állomások
A vasútállomáshoz az alábbi állomások vannak a legközelebb: 
- Stazione di Trinitapoli-San Ferdinando di Puglia
- Stazione di Trani
- Barletta Marittima railway station
- Monte Altino railway stop